# Capitoli di Duel Masters
Questa è una lista dei capitoli di Duel Masters, manga di Shigenobu Matsumoto. La storia vede una misteriosa organizzazione interessata al neo duellante Shobu Kirifuda ed alla sua abilità di dar vita ai mostri del regno delle creature durante le battaglie a carte. Con l'aiuto dei suoi amici, Shobu lotterà con passione e disciplina per diventare il prossimo maestro Kaijudo, proprio come fu suo padre. La trama si focalizza inizialmente sul gioco di carte Magic: l'Adunanza per i primi sei volumi e dal settimo in poi su quello di Duel Masters che presenta cinque civiltà (luce, acqua, tenebre, fuoco e natura).
Dopo gli eventi di Star Cross, viene introdotto il fratello minore di Shobu, Katta Kirifuda, il quale diventa il nuovo protagonista fino alla fine dell'arco narrativo di Versus, il quale sarà poi sostituito da suo figlio, Joe dalla serie omonima al titolo originale.
Il manga è serializzato da Shogakukan sulla rivista mensile CoroCoro Comic dal 1999 ed è tuttora in corso con l'attuale serie Duel Masters WIN del 2022. I capitoli sono raccolti in formato tankōbon e pubblicati a partire dal 27 novembre 1999 a cadenza aperiodica.

## Duel Masters
| 1  | 27 novembre 1999 | ISBN 4-09-142584-4 |
| 1  | Capitoli (traduzioni letterali dei titoli) - 1. Il ritorno del duellante (帰って来たデュエリスト?, Kaette kita Dyuerisuto) - 2. Lo sfidante oscuro (暗黒の挑戦者?, Ankoku no chōsen-sha) - 3. La carta vincente è nella tua mano brillante!! (切り札は光る手に!!?, Kirifuda wa hikaru te ni!!) - 4. Si aprono le porte del Tempio!! (神殿のとびらを開け!!?, Shinden no tobira o ake!!) - 5. La trappola del Tempio (神殿のわな?, Shinden no wana) - 6. Il deck preso di mira (ねらわれたデッキ?, Nerawa reta Dekki) - Speciale. La strategia per la riconquista delle carte (カード奪回大作戦?, Kādo dakkan dai sakusen) |                    |
| 2  | 27 maggio 2000 | ISBN 4-09-142585-2 |
| 2  | Capitoli (traduzioni letterali dei titoli) - 7. Oltre l'ira del dio!! (神の怒りを超えろ!!?, Kami no ikari o koero!!) - 8. Lo sfidante è Hakuoh!? (挑戦者は白凰!??, Chōsen-sha wa Hakuō) - 9. Leggere le carte (読まれたカード?, Yoma reta kādo) - 10. Lo spietato Cavaliere Bianco (i Cavalieri Bianchi) (非情な白騎士（ホワイトナイツ?, Hijōna Shiro Kishi (Howaito Naitsu)) - 11. La rapida resa dei conti!! Shobu VS Shitenshu (速攻対決!! 勝舞VS四天衆?, Saikyō taiketsu!! Shōbu VS Shiten Shū) - 12. Alla ricerca della vittoria (勝利を探して?, Shōri o sagashite) - Speciale. La strada per il Duel Masters del professor Matsumoto (松本大先生のデュエルマスターへの道?, Matsumoto dai sensei no Dyueru Masutā e no michi) |                    |
| 3  | 28 ottobre 2000 | ISBN 4-09-142586-0 |
| 3  | Capitoli (traduzioni letterali dei titoli) - 13. La strategia segreta per contrattaccare (逆襲への秘策?, Gyakushū e no hisaku) - 14. La quarta carta vincente (第四の切り札?, Daishi no kirifuda) - 15. Puntare al posto accanto ad Hakuoh!! (白凰の間を目指せ！！?, Hakuō no ma o mezase!!) - 16. Un nemico carino e forte!? (かわいい強敵！？?, Kawaī kyōteki!?) - 17. La vera identità di Mimi (ミミの正体?, Mimi no shōtai) - 18. Disperazione!? Appare una creatura soprannaturale!! (絶体絶命！？ 超凶獣現る！！?, Zettai zetsumei!? Chō kyō-jū genru!!) |                    |
| 4  | 26 aprile 2001 | ISBN 4-09-142587-9 |
| 4  | Capitoli (traduzioni letterali dei titoli) - 19. Le lacrime di Mimi...... (ミミの涙……?, Mimi no namida……) - 20. Il terzo guardiano, Gyujiroh (第3の刺客 牛次郎?, Dai 3 no shikaku Gyūjirō) - 21. Il peggior duellante di sempre (最低の決闘者?, Saitei no Dyuerisuto) - 22. Apparizione! Il muro invincibile (出現！！ 無敵のかべ?, Shutsugen!! Muteki no kabe) - 23. La trappola del Blue Master (ブルーマスターのわな?, Burū Masutā no wana) - 24. L'ultimo (最後の1枚?, Saigo no 1-mai) |                    |
| 5  | 27 ottobre 2001 | ISBN 4-09-142588-7 |
| 5  | Capitoli (traduzioni letterali dei titoli) - 25. Chi è il più forte dei quattro!? (四天衆最強の男とは!??, Yon ten shū saikyō no otoko to wa!?) - 26. L'incubo in un duello mortale in fiamme (火炎死決闘での悪夢?, Kaen shi kettō de no akumu) - 27. Appare il dio nero della morte!! (現れた黒い死神!!?, Arawareta kuroi shinigami!!) - 28. E finalmente si scontrano! Shobu VS Kyoshiro (ついに激突!! 勝舞VS黒城?, Tsuini gekitotsu! Shōbu VS Kyoshiro) - Speciale Introduzione ai quattro deck segreti dei quattro celesti (四天衆マル秘デッキ紹介?, Yon tennen maru hi Dekki shōkai) - Speciale Sogno di una notte di mezza estate (真夏の夜の夢?, Manatsu no yoru no yume) |                    |
| 6  | 28 marzo 2002 | ISBN 4-09-142589-5 |
| 6  | Capitoli (traduzioni letterali dei titoli) - 29. Indomabile!! Il potere dei duelli di Shobu (不屈!! 勝舞の決闘パワー?, Fukutsu!! Shōbu no kettō Pawā) - 30. Superare la disperazione!! (絶望をうち破れ!!?, Zetsubō o uchi yabure!!) - 31. È deciso!? L'ultimo attacco (決まるか!? 最後の攻撃?, Kimaru ka!? Saigo no kōgeki) - Speciale 1. Duel Masters storia parallela: La trappola per ladri di carte!! (デュエル・マスターズ外伝／カードどろぼうのわな!!?, Dyueru Masutāzu gaiden/Kādo Dorobō no wana!!) - Speciale 2. Duel Masters storia parallela: Dietro il dio della pestilenza (デュエル・マスターズ外伝／後ろの疫病神?, Dyueru Masutāzu gaiden/ushiro no yakubyōgami) - Speciale 3. Duel Masters storia parallela: Duello di capodanno in banca!? (デュエル・マスターズ外伝／新春決闘は銀行で!??, Dyueru Masutāzu gaiden/shinshun kettō wa ginkō de!?) |                    |
| 7  | 28 giugno 2002 | ISBN 4-09-142590-9 |
| 7  | Capitoli (traduzioni letterali dei titoli) - 32. Il mistero della carta DM viene svelato (明かされるD・Mカードの謎?, Akasa reru D M Kādo no nazo) - 33. Battaglia decisiva!! Duello incandescente!! (決戦！！ 白熱の決闘！！?, Kessen!! Hakunetsu no kettō!!) - 34. Spirito combattivo esplosivo (炸裂する闘志?, Sakuretsu suru tōshi) - 35. Il significato della vera forza (本当の強さの意味?, Hontō no tsuyo-sa no imi) - 36. La carta vincente definitiva del destino!! (運命は最後の切り札に！！?, Unmei wa saigo no kirifuda ni!!) |                    |
| 8  | 28 settembre 2002 | ISBN 4-09-142608-5 |
| 8  | Capitoli (traduzioni letterali dei titoli) - 37. Il duellante bambino del terrore!! (恐怖の赤ちゃん決闘者！！?, Kyōfu no akachan Dyuerisuto!!) - 38. Shobu Kirifuda muore!? (切札勝舞、死す！？?, Kirifuda Shōbu, shisu!?) - 39. Le conseguenze della sconfitta (敗北の後遺症?, Haiboku no kōishō) - 40. LA presa della DM Battle Arena!! (D・Mバトルアリーナ開催！！?, D M Batoru Arīna kaisai!!) - Speciale 1. Duel Masters storia parallela 1: Duellante geniale!? Rekuta (デュエル・マスターズ外伝1／天才決闘者！？ れく太?, Dyueru Masutāzu gaiden 1/tensai Dyuerisuto!? Rekuta) - Speciale 2. Duel Masters storia parallela 2: Il segreto della forza (デュエル・マスターズ外伝2／強さの秘密?, Dyueru Masutāzu gaiden 2/tsuyo-sa no himitsu) |                    |
| 9  | 25 dicembre 2002 | ISBN 4-09-142609-3 |
| 9  | Capitoli (traduzioni letterali dei titoli) - 41. Inizia la finale T!! (決勝T、開始！！?, Kesshō T, kaishi!!) - 42. I sentimenti di tutti (みんなの想い?, Minna no omoi) - 43. Fino al giorno in cui ci rivedremo...!! (また会う日まで…！！?, Mata au himade…!!) - 44. La grande trasformazione di Mimi Tasogare!! (黄昏ミミ、大変身！！?, Tasogare Mimi, dai henshin!!) - Speciale. Duel Masters storia parallela: L'uomo che va all'inferno (デュエル・マスターズ外伝／地獄をゆく男?, Dyueru Masutāzu gaiden/jigoku o yuku otoko) |                    |
| 10 | 28 aprile 2003 | ISBN 4-09-142610-7 |
| 10 | Capitoli (traduzioni letterali dei titoli) - 45. Alla fine degli sforzi...!! (努力のはてに…！！?, Doryoku no hate ni…!!) - 46. Il duello di vendetta (復しゅうの裏決闘?, Fukushū no ura kettō) - 47. Sentimenti intrecciati (交錯する想い?, Kōsaku suru omoi) - Speciale 1. Duel Masters storia parallela 1: Il deathmatch OMT di Han!! (デュエル・マスターズ外伝1／漢のO・M・Tデスマッチ！！?, Dyueru Masutāzu gaiden 1/kan no O M T Desu Matchi!!) - Speciale 2. Duel Masters storia parellala 2: Il segreto della vittoria (デュエル・マスターズ外伝2／切札家の秘密?, Dyueru Masutāzu gaiden 2/kirifuda-ka no himitsu) |                    |
| 11 | 28 luglio 2003 | ISBN 4-09-143111-9 |
| 11 | Capitoli (traduzioni letterali dei titoli) - 48. Per proteggere i miei amici... il giuramento imbattuto!! (友を守るため…不敗の誓い!!?, Tomo o mamoru tame… fuhai no chikai!!) - 49. La fine dello shock!? Hakuoh VS Gyujiroh (衝撃の結末!? 白凰VS牛次郎戦?, Shōgeki no ketsumatsu!? Hakuō VS Gyūjirō) - 50. La nascita del demone Gyujiroh!! (鬼・牛次郎誕生!!?, Oni Gyūjirō tanjō!!) - Speciale 1. Duel Masters storia parallela 1: Il dio viene sull'isola (デュエル・マスターズ外伝1/神さまが島にやって来た?, Dyueru Masutāzu gaiden 1/kamisama ga shima ni yattekita) - Speciale 2. Duel Masters storia parallela 2: Il nemico è una macchina!! E me stesso!! (デュエル・マスターズ外伝2/敵は機械!! そして自分!!?, Dyueru Masutāzu gaiden 2/teki wa kikai!! Soshite jibun!!)                                                                                 |                    |
| 12 | 28 ottobre 2003 | ISBN 4-09-143112-7 |
| 12 | Capitoli - 51. Preparazione finale!? VS Gyujiroh (最終決着！？VS牛次郎戦?, Saishū ketchaku!? VS Gyūjirō-sen) - 52. Inizia Duel Hunter!! (決闘者ハンター、始動！！?, Dyuerisuto Hantā, shidō!!) - 53. C'è qualcosa che va alla Battle Arena!? (バトルアリーナ、異変あり！？?, Batoru Arīna, ihen ari!?) - Speciale 1. Duel Masters storia parallela assalto!! Il nuovo duellante (デュエル・マスターズ外伝 突撃！！新米決闘者?, Dyueru Masutāzu gaiden totsugeki!! Shinmai Dyuerisuto) - Speciale 2. Duel Masters storia parallela: Il ritorno del bellissimo bambino!! (デュエル・マスターズ外伝 超美形赤ちゃん、再び登場！！?, Dyueru Masutāzu gaiden chō bikei akachan, futatabi tōjō!!) |                    |
| 13 | 28 febbraio 2004 | ISBN 4-09-143113-5 |
| 13 | Capitoli (traduzioni letterali dei titoli) - 54. Il diavolo mira alla carta vincente!! (切り札をねらう悪魔!!?, Kirifuda o nerau akuma!!) - 55. Inizia una lotte feroce! Le finali sempre più vicine (激闘開始! 緊迫の決勝戦?, Gekitō kaishi! Kinpaku no kesshōsen) - 56. Spingersi in avanti in un testa a testa!! (真っ向勝負で突き進め!!?, Makkō shōbu de tsukisusume!!) - 57. Insediamento! Shobu VS la battaglia senza scrupoli (決着! 勝舞VS不亞幽戦?, Ketchaku! Shōbu VS fu tsuguru kasoke-sen) - Speciale. Come realizzare un deck vincente nello stile di Shobu!! (勝舞流デッキの作り方!!?, Shōbu-ryū Dekki no tsukurikata!!) |                    |
| 14 | 28 maggio 2004 | ISBN 4-09-143114-3 |
| 14 | Capitoli (traduzioni letterali dei titoli) - 58. Battle Arena è pronta!! (バトルアリーナ、決着！！?, Batoru Arīna, ketchaku!!) - 59. Il dispiegamento dello shock! La verità rivelata!! (衝撃展開！ 明かされた真実！！?, Shōgeki tenkai! Akasareta shinjitsu!!) - 60. Fai un passo in avanti, il primo passo!! (踏み出せ、第一歩！！?, Fumidase, daiippo!!) - Speciale 1. Duel Masters storia parallela 1: Il duellante più forte!? Il ritorno di Jamira (デュエル・マスターズ外伝その1／最強決闘者！？ 蛇美羅再び登場?, Dyueru Masutāzu gaiden sono 1/saikyō Dyuerisuto!? Jamira futatabi tōjō) - Speciale 2. Duel Masters storia parallela 2: Entra nel Tempio dei duelli!! (デュエル・マスターズ外伝その2／デュエルの神殿になぐりこめ！！?, Dyueru Masutāzu gaiden sono 2/Dyueru no shinden ni naguri kome!!)                                                 |                    |
| 15 | 27 agosto 2004 | ISBN 4-09-143115-1 |
| 15 | Capitoli (traduzioni letterali dei titoli) - 61. Il destino che ha iniziato a muoversi...!! (動き出した運命…！！?, Ugoki dashita unmei…!!) - 62. Un feroce duello sul treno per l'inferno!! (地獄行き列車で激決闘！！?, Jigoku iki ressha de geki kettō!!) - 63. Riunione! Quel ragazzo!! (再会！ だべべなアイツ！！?, Saikai! Da bebena aitsu!!) - Speciale 1. Duel Masters storia parallela 1: Un ostacolo per rialzarsi!! (デュエル・マスターズ外伝その1／立ちふさがる邪魔者！！?, Dyueru Masutāzu gaiden sono 1/tachifusagaru jama-sha!!) - Speciale 2. Duel Masters storia parallela 2: Il festival degli ardenti duelli!! (デュエル・マスターズ外伝その2／アツいぜ、決闘祭！！?, Dyueru Masutāzu gaiden sono 2/atsuize, kettō-sai!!) |                    |
| 16 | 26 novembre 2004 | ISBN 4-09-143116-X |
| 16 | Capitoli (traduzioni letterali dei titoli) - 64. La carta vincente pericolosa! Bolbalzak! (危険な切り札！ ボルバルザーク！?, Kiken'na kirifuda! Borubaruzāku!) - 65. Risveglio, il clan infedele che ha cominciato a muoversi!! (覚醒、動きだした不亞一族！！?, Kakusei, ugoki dashita fu tsuguru ichizoku!!) - 66. Duello dell'orrore "bilaterale"!!! (恐怖の決闘、「二面打ち」！！！?, Kyōfu no kettō,`ni tsurauchi'!!!) - 67. La prova del genio (天才の証明?, Tensai no shōmei) |                    |
| 17 | 28 febbraio 2005 | ISBN 4-09-143117-8 |
| 17 | Capitoli (traduzioni letterali dei titoli) - 68. Faccia a faccia con un incubo!! (早すぎる悪夢の対面！！?, Haya sugiru akumu no taimen!!) - 69. L'avvento del re oscuro!! La verità nell'oscurità (暗黒王降臨！！ 闇の中の真実?, Ankokuō kōrin!! Yami no naka no shinjitsu) - 70. Ogni pensiero che si interseca (交錯するそれぞれの思い?, Kōsaku suru sorezore no omoi) - 71. Duello finale!! (最終決闘！！?, Saishū kettō!!) - Speciale. Verso Duel Road GO!! (デュエルロードへGO！！?, Dyueru Rōdo e GO!!) |                    |

## Duel Masters Fighting Edge
| 1  | 26 agosto 2005 | ISBN 4-09-143391-X     |
| 1  | Capitoli (traduzioni letterali dei titoli) - 1. È ora di combattere!! (闘うべき時!!?, Tatakaubeki toki!!) - 2. L'ultimo duello (究極の決闘?, Kyūkyoku no kettō) - 3. Riunione miracolosa (奇跡の再会?, Kiseki no saikai) - Speciale 1. Edizione speciale: La missione del Duel Masters (特別編 デュエルマスターの使命?, Tokubetsu-hen Dyueru Masutā no shimei) - Speciale 2. Edizione speciale: Il successore del certificato (特別編 証を継ぐもの?, Tokubetsu-hen-shō o tsugu mono) |                        |
| 2  | 24 dicembre 2005 | ISBN 4-09-140067-1     |
| 2  | Capitoli (traduzioni letterali dei titoli) - 4. La resa dei conti tra rivali! Tre volte!! (ライバル対決！ 三度!!?, Raibaru taiketsu! San-do!!) - 5. L'incrollabile legame genitore-figlio (揺るぎない親子の絆?, Yuruginai oyako no kizuna) - 6. Inizia, After Revolution (アフターレボリューション、始動?, Afutā Reboryūshon, shidō) - Speciale. Duel Masters FE storia parallela: La prova mortale (デュエル・マスターズFE外伝／証をかけた死闘?, Dyueru Masutāzu FE gaiden/akashi o kaketa shitō) |                        |
| 3  | 27 febbraio 2006 | ISBN 4-09-140074-4     |
| 3  | Capitoli (traduzioni letterali dei titoli) - 7. 2 forti VS 2 cattivi (2強 VS 2凶?, 2 tsuyo VS 2 kyō) - 8. La dea della vittoria!? La suprema DM (勝利の女神！？DMさま?, Shōri no megami!? DM-sama) - 9. L'amore ritrovato!! (愛を取り戻せ！！?, Ai o torimodose!!) - Speciale. Duel Masters FE storia parallela: Il giorno in cui è nato il dio della morte (デュエル・マスターズFE外伝 死神が生まれた日?, Dyueru Masutāzu FE gaiden shinigami ga umaretahi) |                        |
| 4  | 27 aprile 2006 | ISBN 4-09-140129-5     |
| 4  | Capitoli (traduzioni letterali dei titoli) - 10. Superare la tragedia (悲劇を打ち破れ?, Higeki o uchiyabure) - 11. Il grande suono della disperazione (絶望の中の高鳴り?, Zetsubō no naka no takanari) - 12. La volontà del padre, l'ultimo miracolo (父の意地、最後の奇跡?, Chichi no iji, saigo no kiseki) - 13. Nuovo mondo!! In Egitto (新天地!! エジプトへ?, Shintenchi!! Ejiputo e) |                        |
| 5  | 28 agosto 2006 | ISBN 4-09-140187-2     |
| 5  | Capitoli (traduzioni letterali dei titoli) - 14. Inferno in Paradiso! (楽園の中の地獄！?, Rakuen no naka no jigoku!) - 15. Svegliati, piccolo! (目覚めよ、小さき者！?, Mezameyo, chīsaki-sha!) - 16. Alzati come una fenice!! (立ち上がれ、不死鳥のごとく！！?, Tachiagare, fushichō no gotoku!!) - Speciale. Duel Masters FE storia parallela: La famiglia della giungla (デュエル・マスターズFE外伝 ジャングルの家族たち?, Dyueru Masutāzu FE gaiden Janguru no kazoku-tachi) |                        |
| 6  | 28 maggio 2007 | ISBN 978-4-09-140328-5 |
| 6  | Capitoli (traduzioni letterali dei titoli) - 17. Amicizia incrollabile! (揺るぎない友情！?, Yuruginai yūjō!) - 18. Passione sovrapposta (重なる熱き思い?, Kasanaru atsuki omoi) - 19. Quando la dea della vittoria sorride! (勝利の女神がほほえむとき！?, Shōri no megami ga hohoemu toki!) - 20. Sconfiggi la super strategia!! (超戦略を打ち破れ！！?, Chō senryaku o uchiyabure!!) |                        |
| 7  | 22 agosto 2007 | ISBN 978-4-09-140356-8 |
| 7  | Capitoli (traduzioni letterali dei titoli) - 21. Fiori sparsi nella sabbia...! ( 砂ばくに散る花…!?, Suna baku ni chiruhana…!) - 22. Cogli l'occasione!! (勝機をつかめ！！?, Shōki o tsukame!!) - 23. In Giappone! Un nuovo duello!! (日本へ！新たな決闘!!?, Nihon e! Aratana kettō!!) - 24. Per ciò che dovresti proteggere (守るべきもののために?, Mamorubekimono no tame ni) - Speciale 1. Duel Masters FE storia parallela: Il suo nome è Zakira (デュエル・マスターズFE外伝 かれの名は、ザキラ?, Dyueru Masutāzu FE gaiden kare no na wa, Zakira) - Speciale 2. Duel Masters FE 2 storia parallela: Luci e ombre che invitano le persone (デュエル・マスターズFE2外伝 人をいざなう光と影?, Dyueru Masutāzu FE gaiden hito o izanau hikatokage) |                        |
| 8  | 28 novembre 2007 | ISBN 978-4-09-140397-1 |
| 8  | Capitoli (traduzioni letterali dei titoli) - 25. Babel, potenza incredibile!! (バベル、驚異の力!!?, Baberu, kyōi no chikara!!) - 26. Quando scende il giudizio di dio (神の裁きがくだるとき?, Kami no sabaki ga kudaru toki) - 27. Apertura! Il campionato mondiale DM!! (開幕！ D・M世界大会!!?, Kaimaku! DM sekai taikai!!) - Speciale. Duel Masters FE storia parallela: Il risveglio del duellante della fiamma (デュエル・マスターズFE外伝 目覚める炎の決闘者?, Dyueru Masutāzu FE gaiden mezameru honō no Dyuerisuto) |                        |
| 9  | 25 gennaio 2008 | ISBN 978-4-09-140420-6 |
| 9  | Capitoli (traduzioni letterali dei titoli) - 28. Scontro! I sentimenti dei duellanti!! (激突！決闘者たちの思い！！?, Gekitotsu! Dyuerisuto-tachi no omoi!!) - 29. Il meraviglioso duello di Hakuoh (白凰、驚異の完全決闘?, Hakuō, kyōi no kanzen kettō) - Speciale 1. Duel Masters FE storia parallela: Duello doloroso! Shobu VS Hakuoh!! (デュエル・マスターズFE外伝 悲痛の決闘！勝舞VS白凰！！?, Dyueru Masutāzu FE gaiden hitsū no kettō! Shōbu VS Hakuō!!) - Speciale 2. Duel Masters FE storia parallela: Appare un drago misterioso!? (デュエル・マスターズFE外伝 謎のドラゴン現る！？?, Dyueru Masutāzu FE gaiden nazo no Doragon genru!?)                                                                                                 |                        |
| 10 | 28 aprile 2008 | ISBN 978-4-09-140530-2 |
| 10 | Capitoli (traduzioni letterali dei titoli) - 30. Coloro che aspirano al mondo!! (世界を志す者たち！！?, Sekai o kokorozasu-sha-tachi!!) - 31. Il ritorno del duellante della giustizia (もどってきた正義の決闘者?, Modotte kita seigi no Dyuerisuto) - 32. Scontro!! Duello completo VS duello completo (激突！！完全決闘VS完全決闘?, Gekitotsu! Kanzen kettō VS kanzen kettō) - 33. La gloria oltre la disperazione!! (絶望の先にある栄光！！?, Zetsubō no saki ni aru eikō!!) - Speciale. Duel Masters FE storia parallela: Duello per la libertà! (デュエル・マスターズFE外伝 自由をかけた決闘い！?, Dyueru Masutāzu FE gaiden jiyū o kaketa kettō i!)                                                                                          |                        |
| 11 | 28 agosto 2008 | ISBN 978-4-09-140639-2 |
| 11 | Capitoli (traduzioni letterali dei titoli) - 34. Invito alla rovina! (破滅への序曲！?, Hametsu e no jokyoku!) - 35. Ruggito di rabbia e tristezza (怒りと悲しみの咆哮?, Ikari to kanashimi no hōkō) - 36. Avvento! Il dio oscuro della distruzione!! (降臨！暗黒の破壊神！！?, Kōrin! Ankoku no hakai-shin!!) - Speciale. Duel Masters FE storia parallela: Kokujo e il signore oscuro dell'Antartide (デュエル・マスターズFE外伝 黒城と南極の闇使い?, Dyueru Masutāzu FE gaiden Kokujō to nankyoku no yami tsukai) |                        |
| 12 | 27 novembre 2008 | ISBN 978-4-09-140714-6 |
| 12 | Capitoli (traduzioni letterali dei titoli) - 38. Il diavolo che ha preso il dio (神を手に入れた悪魔?, Kami o teniireta akuma) |                        |

## Duel Masters Star Cross
| Nº | Data di prima pubblicazione | Data di prima pubblicazione | Data di prima pubblicazione |
| Nº | Giapponese                  | Giapponese                  |                             |
| -- | --------------------------- | --------------------------- | --------------------------- |
| 1  | 26 febbraio 2009            | ISBN 978-4-09-140755-9      |                             |
| 2  | 28 aprile 2009              | ISBN 978-4-09-140794-8      |                             |
| 3  | 28 agosto 2009              | ISBN 978-4-09-140825-9      |                             |
| 4  | 26 febbraio 2010            | ISBN 978-4-09-140896-9      |                             |
| 5  | 28 maggio 2010              | ISBN 978-4-09-141049-8      |                             |
| 6  | 28 ottobre 2010             | ISBN 978-4-09-141130-3      |                             |
| 7  | 24 dicembre 2010            | ISBN 978-4-09-141180-8      |                             |
| 8  | 28 febbraio 2011            | ISBN 978-4-09-141202-7      |                             |
| 9  | 27 aprile 2011              | ISBN 978-4-09-141240-9      |                             |

## Duel Masters Victory
| Nº | Data di prima pubblicazione | Data di prima pubblicazione | Data di prima pubblicazione |
| Nº | Giapponese                  | Giapponese                  |                             |
| -- | --------------------------- | --------------------------- | --------------------------- |
| 1  | 28 luglio 2011              | ISBN 978-4-09-141304-8      |                             |
| 2  | 28 novembre 2011            | ISBN 978-4-09-141358-1      |                             |
| 3  | 28 febbraio 2012            | ISBN 978-4-09-141389-5      |                             |
| 4  | 28 giugno 2012              | ISBN 978-4-09-141480-9      |                             |
| 5  | 28 settembre 2012           | ISBN 978-4-09-141520-2      |                             |
| 6  | 25 gennaio 2013             | ISBN 978-4-09-141574-5      |                             |
| 7  | 28 maggio 2013              | ISBN 978-4-09-141636-0      |                             |
| 8  | 28 agosto 2013              | ISBN 978-4-09-141666-7      |                             |
| 9  | 25 gennaio 2014             | ISBN 978-4-09-140020-8      |                             |
| 10 | 28 aprile 2014              | ISBN 978-4-09-141740-4      |                             |

## Duel Masters Versus
| Nº | Data di prima pubblicazione | Data di prima pubblicazione | Data di prima pubblicazione |
| Nº | Giapponese                  | Giapponese                  |                             |
| -- | --------------------------- | --------------------------- | --------------------------- |
| 1  | 27 giugno 2014              | ISBN 978-4-09-141787-9      |                             |
| 2  | 28 ottobre 2014             | ISBN 978-4-09-141818-0      |                             |
| 3  | 27 febbraio 2015            | ISBN 978-4-09-141877-7      |                             |
| 4  | 26 giugno 2015              | ISBN 978-4-09-142029-9      |                             |
| 5  | 28 agosto 2015              | ISBN 978-4-09-142047-3      |                             |
| 6  | 28 dicembre 2015            | ISBN 978-4-09-142110-4      |                             |
| 7  | 26 febbraio 2016            | ISBN 978-4-09-142120-3      |                             |
| 8  | 27 maggio 2016              | ISBN 978-4-09-142163-0      |                             |
| 9  | 28 luglio 2016              | ISBN 978-4-09-142180-7      |                             |
| 10 | 28 ottobre 2016             | ISBN 978-4-09-142223-1      |                             |
| 11 | 28 dicembre 2016            | ISBN 978-4-09-142267-5      |                             |
| 12 | 28 febbraio 2017            | ISBN 978-4-09-142356-6      |                             |

## Duel Masters(2017)
| Nº | Data di prima pubblicazione | Data di prima pubblicazione | Data di prima pubblicazione |
| Nº | Giapponese                  | Giapponese                  |                             |
| -- | --------------------------- | --------------------------- | --------------------------- |
| 1  | 26 maggio 2017              | ISBN 978-4-09-142396-2      |                             |
| 2  | 28 agosto 2017              | ISBN 978-4-09-142419-8      |                             |
| 3  | 27 dicembre 2017            | ISBN 978-4-09-142602-4      |                             |
| 4  | 28 marzo 2018               | ISBN 978-4-09-142647-5      |                             |
| 5  | 22 giugno 2018              | ISBN 978-4-09-142727-4      |                             |
| 6  | 28 settembre 2018           | ISBN 978-4-09-142797-7      |                             |
| 7  | 28 dicembre 2018            | ISBN 978-4-09-142830-1      |                             |
| 8  | 28 marzo 2019               | ISBN 978-4-09-142893-6      |                             |
| 9  | 26 luglio 2019              | ISBN 978-4-09-143047-2      |                             |
| 10 | 28 novembre 2019            | ISBN 978-4-09-143085-4      |                             |
| 11 | 27 marzo 2020               | ISBN 978-4-09-143168-4      |                             |

## Duel Masters King
| Nº | Data di prima pubblicazione | Data di prima pubblicazione | Data di prima pubblicazione |
| Nº | Giapponese                  | Giapponese                  |                             |
| -- | --------------------------- | --------------------------- | --------------------------- |
| 1  | 28 luglio 2020              | ISBN 978-4-09-143207-0      |                             |
| 2  | 28 ottobre 2020             | ISBN 978-4-09-143238-4      |                             |
| 3  | 26 febbraio 2021            | ISBN 978-4-09-143268-1      |                             |
| 4  | 28 maggio 2021              | ISBN 978-4-09-143284-1      |                             |
| 5  | 28 settembre 2021           | ISBN 978-4-09-143323-7      |                             |
| 6  | 28 febbraio 2022            | ISBN 978-4-09-143377-0      |                             |
| 7  | 28 giugno 2022              | ISBN 978-4-09-143520-0      |                             |
| 8  | 28 ottobre 2022             | ISBN 978-4-09-143554-5      |                             |

## Duel Masters WIN
| Nº | Data di prima pubblicazione | Data di prima pubblicazione | Data di prima pubblicazione |
| Nº | Giapponese                  | Giapponese                  |                             |
| -- | --------------------------- | --------------------------- | --------------------------- |
| 1  | 28 febbraio 2023            | ISBN 978-4-09-143580-4      |                             |
| 2  | 28 giugno 2023              | ISBN 978-4-09-143619-1      |                             |
| 3  | 27 ottobre 2023             | ISBN 978-4-09-143652-8      |                             |
| 4  | 28 febbraio 2024            | ISBN 978-4-09-143688-7      |                             |
| 5  | 27 giugno 2024              | ISBN 978-4-09-149733-8      |                             |
| 6  | 28 ottobre 2024             | ISBN 978-4-09-149794-9      |                             |

## Duel Masters LOST: Tsuioku no suishō
| Nº | Data di prima pubblicazione | Data di prima pubblicazione | Data di prima pubblicazione |
| Nº | Giapponese                  | Giapponese                  |                             |
| -- | --------------------------- | --------------------------- | --------------------------- |
| 1  | 28 ottobre 2024             | ISBN 978-4-09-149815-1      |                             |

## Duel Masters LOST: Gekka no shinigami
| Nº | Data di prima pubblicazione | Data di prima pubblicazione | Data di prima pubblicazione |
| Nº | Giapponese                  | Giapponese                  |                             |
| -- | --------------------------- | --------------------------- | --------------------------- |
| 1  | 27 febbraio 2025            | ISBN 978-4-09-154007-2      |                             |
| 2  | 28 marzo 2025               | ISBN 978-4-09-154020-1      |                             |